# ジョー・フリーマン
ジョー・フリーマン（通称：ジョリーン）(Jo Freeman aka Joreen,1945年8月26日 - ) は、アメリカのフェミニスト、政治学者、作家、弁護士である。

## 略歴

### 生い立ち
1945年にジョージア州アトランタで生まれた。
1965年にカリフォルニア大学バークレー校で政治学の優等学士号を取得した。1968年にシカゴ大学で政治学の修士課程を開始し、1973年に博士号を取得した。ニューヨーク州立大学で 4年間教鞭をとった後、ブルッキングス研究所フェローとしてワシントンD.C.に行き、アメリカ政治学会（APSA）議会フェローとしてもう1年滞在した1979年にルート・ティルデン奨学生としてニューヨーク大学・ロー・スクールに入学し、1982年に法務博士号を取得した。1983年にニューヨーク州法曹界に認められた。

### 活躍
1960年代にカリフォルニア大学バークレー校の学生として、市民の自由と公民権運動のための組織に積極的に参加した。その後、アラバマ州やミシシッピ州で有権者登録やコミュニティーの組織化を行い、女性解放運動の初期のオーガナイザーとして活躍した。フェミニズムの古典的な論文や、社会運動や政党に関する重要な論文を執筆している。また、女性について、特に女性に対する法律や公共政策、政治の主流における女性について幅広く執筆している。

## 女性解放運動家と著作家
1967年6月、シカゴ大学でヘザー・ブースとナオミ・ワイスタインが主宰する女性に関する「フリースクール」講座に参加した。1967年のレイバー・デイの週末にシカゴで開催される、当時予定されていた全米新政治会議（NCNP）で、女性のためのワークショップを開催するよう彼らに呼びかけた。フリーマンとシュラミス・ファイアストーンが率いる女性コーカスがその会議で結成され、本会議で自分たちの要求を提示しようとした。しかし、彼女たちは、自分たちの決議は議場で議論するほど重要ではないと言われ、手続き上の動議で大会を混乱させるという脅しをかけて、自分たちの声明を議題の最後に付けさせることに成功したが、それは議論されることはなかった。
the National Conference for New Politics
全米新政治会議の指導者であるウィリアム・F・ペッパーが、スピーチを待っていた女性の誰一人として認めず、代わりにアメリカン・インディアンについて話す人を呼び出したとき、ファイアストンを含む5人の女性が演壇に駆け寄り、その理由を問いただした。ペッパーはファイアストーンの頭をポンポンと叩いて、「お嬢さん、早く行きなさい。ここにはウーマン・リブよりももっと重要な話があるんだよ」、あるいは「クールダウン、お嬢さん」と言った。女性の問題よりももっと大事な話があるんだ "と。
フリーマンとファイヤーストーンは、会議の「フリースクール」コースと女性ワークショップに参加していた女性たちの会合を招集した。これが最初のシカゴ女性解放グループとなり、シカゴの西側にあるフリーマンのアパートで毎週会合を開いたことからウエストサイド・グループと呼ばれるようになる。数ヵ月後、ニュースレター『Voice of the women's liberation movement』を創刊した。このニュースレターは全米（数カ国は外国）に配信され、新しい運動の名称となった。ウエストサイドのグループの女性たちの多くは、シカゴ女性解放同盟など、他のフェミニスト組織を立ち上げることになった。
1968年秋、シカゴ大学の大学院に入学し、政治学を専攻したが、女性や性役割に関する研究や関連するトピックを探求する機会を得るために専門外の科目を履修した。フリーマンが書いた論文の多くは、後にさまざまな雑誌や大学の教科書に掲載されることになる。人気女性教授の解雇に端を発した座り込み事件で大学の女性に対する意識が高まると、フリーマンは大学や学問の世界での女性の経験を検証する取り組みを主導した。1969年初頭には、女性の法的・経済的地位に関する「自由講座」を開き、新設された「大学女性委員会」の学生部会長を務め、翌年秋には女性に関する大規模な学内会議を企画した。
1969年のAPSA年次総会で、政治学のための女性コーカスの設立に貢献し、最終的には1年間会計責任者を務めた。また、APSAの「女性の地位委員会」の委員も務めた。
著作活動の結果、フリーマンは、主に中西部の他の多くの大学に招かれ、講演を行った。1970年と1971年の夏、彼女はヒッチハイクでヨーロッパを旅し、フェミニズムの文献を配布した。1970年にオスロ大学で行われた彼女の講演は、オスロ大学初の新しいフェミニスト・グループのきっかけを作ったと言われている。また、彼女が配布した文献は、オランダのフェミニストたちにも恩恵を与えた。
1965年にカリフォルニアを離れて以来、フリーマンは民主党 の政治活動をしていなかったが（1968年のユージーン・マッカーシーの大統領選挙に短期間参加した以外）、シャーリー・チザムの名前を投票用紙に載せるため、1972年の民主党全国大会の代議員に立候補した。シカゴ1区の24人の候補者のうち9位に入り、デイリー市長が選んだ候補者を落選させた「シカゴ・チャレンジ代表団」の補欠として大会に参加した。その後、1984年のカリフォルニア州上院議員アラン・クランストンの大統領選挙キャンペーンに携わり、ニューヨークのブルックリンで民主党政治に積極的に参加するようになりた。
フリーマンは、「ジョリーン」という運動名で、女性解放運動での経験を分析した4本の古典的なフェミニスト論文を書いた。最も広く知られているのは『構造なきものの専制』で、構造なき集団など存在しない、構造が認識されないと権力は単に偽装され隠されてしまう、すべての集団や組織には民主的説明責任のための明確な責任線が必要であると主張し、民主構造化理論の根幹をなす考え方である。1969年の「BITCH宣言」は、社会運動による言語の再利用の初期の例であり、非伝統的なジェンダーロールの賞賛でもあると考えられている。第3の論文「トラッシング：姉妹関係のダークサイド」は、多くの参加者が経験しながらも、ほとんどオープンに議論しようとしなかった女性運動の一面を照らし出している。51パーセントのマイノリティ・グループ： 統計的エッセイ」は、1970年のアンソロジー『Sisterhood is Powerful』に掲載された： ロビン・モーガン編『女性解放運動からの著作アンソロジー』（1970年）に収録されている。
フリーマンの1973年の論文は、女性運動の2つの支部を分析し、イデオロギーよりも世代や経験によって分けられていると主張した。彼女が「若い支部」と呼ぶのは、公民権運動、反戦運動、新左翼の学生運動の経験を持つ女性たちによって始められたものである。一方、「年長の支部」は、「女性の地位に関する大統領委員会」や関連する州委員会のメンバーや関係者だった女性たちによって設立されたものである。後者は、全米女性機構（NOW）や女性公正行動連盟（WEAL）などの団体を生み出した。1975年に出版された『女性解放の政治学』は、政治における女性に関する最も優れた学術的著作としてAPSA賞を受賞した。フリーマンは1968年秋にThe BITCH Manfestoを執筆した。この著作の中でフリーマンは、女性が社会でビッチのレッテルを貼られるのは、性格、志向、身体性の3つの原則に基づいていると指摘する。フリーマンは、「ビッチ」のレッテルを貼られた女性は、しばしば攻撃的であったり、男性嫌いであると見られると主張している。フリーマンは、人々を怒らせることなく（つまりビッチのレッテルを貼られることなく）社会を変えることは困難であると指摘し、女性たちに自分の中のビッチを受け入れることを求めた。
1977年、フリーマンは「報道の自由のための女性研究所」（WIFP）のアソシエイトとなる。
フリーマンは、フェミニズムの歴史映画『She's Beautiful When She's Angry』で紹介されている。

## 法学・政治学分野でのキャリア
1973年にシカゴ大学で博士号を取得する以前は、ニューヨーク州立大学で4年間教鞭をとった。その後、ブルッキングス研究所のフェロー、APSA議会フェローとしてワシントンD.C.で2年間を過ごす。公共政策への関心が高まり、学問の世界でフルタイムの職を得られなかったフリーマンは、ニューヨーク大学ロースクールのルート・チルデン奨学金を得て、法律を学ぶことを決意。1982年に法学博士号を取得し、翌年にはニューヨーク州弁護士資格を取得した。ニューヨークのブルックリンで長年にわたり個人事務所を開き、政治家として立候補する女性やプロチョイスのデモ参加者の相談役を務めた。
フリーマンは11冊の本と数百本の論文を発表している。ほとんどが女性やフェミニズムの何らかの側面に関するものだが、社会運動や政党に関するものも書いている。"On the Origins of Social Movements" と "The Political Culture of the Democratic and Republican Party" の2冊は古典とされている。Women: A Feminist Perspective, editorは5版を重ね、長年にわたり女性学入門書の代表的な教科書となっている。A Room at a Time: How Women Entered Party Politics（2000年）もAPSAで学術賞を受賞している。

## 著書
- The Politics of Women's Liberation: A Case Study of an Emerging Social Movement and Its Relation to the Policy Process (Longman,1975; iUniverse, 2000). ISBN 978-0-595-08899-7
  - 『女性解放の政治学』奥田暁子、鈴木みどり共訳、未来社、1978
- Women: A Feminist Perspective, editor (Mayfield,1975,1979,1984,1989,1995). ISBN 1-55934-111-4
- Social Movements of the Sixties and Seventies, editor (Longman,1983). ISBN 0-582-28091-5
- Waves of Protest: Social Movements Since the Sixties, editor with Victoria Johnson (Rowman & Littlefield,1999). ISBN 0-8476-8747-3
- A Room at a Time: How Women Entered Party Politics (Rowman & Littlefield, 2000). ISBN 0-8476-9804-1
- At Berkeley in the Sixties: The Education of an Activist,1961–1965 (Indiana University Press, 2004). ISBN 0-253-34283-X
- We Will Be Heard: Women's Struggles for Political Power in the United States (Rowman & Littlefield, 2008). ISBN 978-0-7425-5608-9